# Sankt Keld
Kjeld blev født i begyndelsen af 1100-tallet af velstående forældre, der boede på en gård på Randersegnen. Han var en gudfrygtig dreng og det blev tidligt besluttet, at han skulle have en fremtid inden for kirken. Han blev sendt til Viborg, hvor han blev optaget i domkapitlet ved domkirken. Domkapitlet var det sted, hvor præster blev uddannet, og mens de levede som kannikker ved domkapitlet, forestod de gudstjenesten ved domkirken og assisterede biskoppen i hans administrative arbejde. Kannikkerne levede i et klosterfællesskab baseret på Augustins regel, og de blev ledet af en provst.
Kjeld trivedes i domkapitlet, hvor han blev valgt som leder af dets skole og omkring 1145 til provst af de øvrige kannikker. Kjeld var tilsyneladende en meget omsorgsfuld, gavmild og barmhjertig mand, der gav alt, hvad han formåede til de syge, fattige og nødlidende. Det fortælles i hans helgenbiografi, at da Viborg by i 1145 var truet af en brand, løb Kjeld op i domkirkens tårn, hvor han bad inderligt til Gud om at skåne byen og kirken, hvorefter brandens rasen dæmpedes mærkbart.
Til trods for, at kannikkerne selv havde valgt Kjeld som deres provst, kom det snart til stridigheder mellem dem og ham, tilsyneladende fordi de ikke brød sig om hans gavmilde uddeling af domkapitlets midler til de fattige. Kannikkerne valgte en ny provst, og Kjeld flyttede til Ålborg for en tid. Selvom Kjeld var populær i Ålborg længtes han efter at udbrede den kristne tro og muligheden for at opnå et martyrium blandt venderne. Han begav sig på en pilgrimsfærd til Rom, hvor han besøgte apostlenes grave og fik foretræde for pave Eugenius 3. (1145-1153). Han søgte pavens tilladelse til at drage på mission blandt venderne, men selv om han fik denne tilladelse gav paven udtryk for, at han hellere så, at Kjeld vendte hjem til Viborg og fortsatte sit arbejde som provst ved domkapitlet. Paven skrev til domkapitlet, der måtte bøje sig og tage Kjeld tilbage, men kort tid efter, i 1150, døde han i Viborg og blev gravsat i domkirken.
Nogen tid efter begyndte fortællinger om mirakler ved Kjelds grav at florere. Syge blev raske efter besøg ved graven, og især synes blinde at have haft gavn af et besøg ved graven, ifølge helgenbiografien havde mindst 12 mennesker fået synet tilbage. De kirkelige myndigheder ønskede nu at få Kjeld kanoniseret, og de sendte derfor en ansøgning herom til paven i Rom. I 1188 tillod pave Clemens 3. (1187-1191), at ærkebiskop Absalon gav Kjeld en lokal saligkåring, hvilket skete den 11. juli 1189.
Centrum for kulten omkring Sankt Kjeld var naturligvis domkirken i Viborg. Her havde man et Sankt Kjelds kapel med et Sankt Kjelds alter og et helgenskrin, kaldet ”Sankt Kjelds Ark”. Og årligt fejredes hans mindedag i byen den 11. juli med processioner, gudstjenester og et stort marked. I de øvrige danske stifter fejredes Sankt Kjeld dog også, og i Århus Domkirke var der også et Sankt Kjelds alter.
”Sankt Kjelds Ark” gik til grunde i 1726 da det meste af Viborg by, inklusiv domkirken blev lagt øde af en storbrand. I Viborg domkirke findes dog endnu Sankt Kjelds brønd i kryptens søndre kapel.
I Viborg blev Sankt Kjelds Kirke indviet i 1966 som samlingspunkt for den romersk-katolske menighed i Midt- og Vestjylland, og senere blev den nuværende Sankt Kjelds Kirke opført på samme grund i 2008.